# Аждега-Балуч
Аждега-Балуч (перс. اژدهابلوچ) — село в Ірані, у дегестані Аліабад-е-Зіба-Кенар, у бахші Лашт-е-Неша, шагрестані Решт остану Ґілян. За даними перепису 2006 року, його населення становило 256 осіб, що проживали у складі 83 сімей.

## Клімат
Середня річна температура становить 14,34 °C, середня максимальна – 28,36 °C, а середня мінімальна – -0,76 °C. Середня річна кількість опадів – 1196 мм.
| Клімат поселення                              | Клімат поселення | Клімат поселення | Клімат поселення | Клімат поселення | Клімат поселення | Клімат поселення | Клімат поселення | Клімат поселення | Клімат поселення | Клімат поселення | Клімат поселення | Клімат поселення | Клімат поселення |
| Показник                                      | Січ.             | Лют.             | Бер.             | Квіт.            | Трав.            | Черв.            | Лип.             | Серп.            | Вер.             | Жовт.            | Лист.            | Груд.            |                  |
| Середній максимум, °C                         | 8,21             | 8,90             | 11,71            | 17,38            | 21,77            | 25,49            | 28,36            | 28,16            | 24,81            | 20,88            | 16,20            | 11,88            |                  |
| Середня температура, °C                       | 3,73             | 4,41             | 7,23             | 12,91            | 17,30            | 20,98            | 24,24            | 24,03            | 20,69            | 16,78            | 12,07            | 7,75             |                  |
| Середній мінімум, °C                          | −0,76            | −0,07            | 2,75             | 8,43             | 12,80            | 16,50            | 20,11            | 19,90            | 16,57            | 12,60            | 7,96             | 3,64             |                  |
| Норма опадів, мм                              | 117              | 95               | 87               | 46               | 46               | 31               | 31               | 63               | 140              | 216              | 181              | 143              |                  |
| Середньомісячна швидкість вітру, м/с          | 2.40             | 2.49             | 2.41             | 2.40             | 2.40             | 2.67             | 2.60             | 2.39             | 2.10             | 2.20             | 2.00             | 2.10             |                  |
| Середньомісячна сонячна радіація, кДж/м²·день | 6872             | 8936             | 10880            | 15518            | 19828            | 21968            | 22763            | 19128            | 15345            | 10652            | 8522             | 6540             |                  |
| --------------------------------------------- | ---------------- | ---------------- | ---------------- | ---------------- | ---------------- | ---------------- | ---------------- | ---------------- | ---------------- | ---------------- | ---------------- | ---------------- | ---------------- |
| Джерело:                                      |                  |                  |                  |                  |                  |                  |                  |                  |                  |                  |                  |                  |                  |